# Zbigniew Pańczyk
Zbigniew Andrzej Pańczyk (ur. 18 sierpnia 1934 w Poznaniu, zm. 30 marca 2014 w Gdańsku) – polski samorządowiec, urzędnik i inżynier elektryk, działacz opozycji demokratycznej w PRL, w latach 1989–1990 prezydent Gliwic, w latach 1999–2002 starosta gliwicki.

## Życiorys
Syn Władysława i Zofii z domu Wojciechowskiej. Studiował na uczelniach w Gdańsku i Szczecinie, ostatecznie w 1959 został absolwentem Wydziału Elektrycznego Politechniki Śląskiej. W latach 1952–1956 pracownik Zakładów Naprawczych Maszyn Elektrycznych w Gliwicach. W okresie 1953–1956 członek Związku Młodzieży Polskiej, w październiku 1956 uczestniczył w protestach na rzecz demokratyzacji życia społecznego. W latach 1956–1980 członek Związku Zawodowego Pracowników Przemysłu Chemicznego. Pracował kolejno w: Zakładach Naprawczych Maszyn Elektrycznych w Gliwicach (1952–1956), Zakładach Azotowych w Chorzowie (1956–1959), katowickim Przedsiębiorstwie Produkcji Pomocniczej (1959–1960), Polskich Odczynnikach Chemicznych w Gliwicach (1960–1963), Instytucie Chemii Nieorganicznej (1963–1973, był członkiem rady zakładowej) i Biurze Studiów i Projektów Przemysłu Nieorganicznego „Biprokwas” (1973–1986).
Od września 1980 związany z Niezależnym Samorządnym Związkiem Zawodowym „Solidarność”, został szefem jej komitetu zakładowego w „Biprokwasie”. W sierpniu i wrześniu 1981 delegat na I i II Walny Zjazd Delegatów Regionu Śląsko-Dąbrowskiego, później od 1981 do 1986 członek tymczasowej komisji zakładowej w „Biprokwasie”. Od 1982 kolporter prasy podziemnej i współpracownik Regionalnej Komisji Wykonawczej „S”, od 1984 do 1987 poddawany inwigilacji przez Służbę Bezpieczeństwa. Od maja do sierpnia 1986 osadzony w areszcie śledczym w Katowicach, w wyniku represji stracił pracę. W latach 1986–1989 pracownik Spółdzielni Automatyków „Proster”. Uczestniczył w spotkaniach duszpasterstwa ludzi pracy przy kościele pw. Podwyższenia Krzyża Świętego w Gliwicach. Od 1989 działał w Gliwicko-Zabrzańskim Komitecie Obywatelskim „Solidarność”.
W grudniu 1989 wybrany na prezydenta Gliwic jako pierwszy związany z „Solidarnością” prezydent miasta w Polsce. Zajmował je do czerwca 1990. Następnie został pełnomocnikiem wojewody katowickiego ds. organizacji urzędu rejonowego w Gliwicach, w latach 1991–1998 kierował nim. W latach 1990–1999 przez niepełne trzy kadencje zasiadał w radzie miejskiej Gliwic kolejno z ramienia KO „Solidarność”, lokalnego komitetu Poprawa i Akcji Wyborczej Solidarność. W 1991 kandydował do Senatu z okręgu katowickiego. W kadencji 1999–2002 pełnił funkcję pierwszego starosty powiatu gliwickiego. W 2002 kandydował do gliwickiej rady miejskiej z ramienia komitetu Zygmunta Frankiewicza. Od 1991 należał do Partii Chrześcijańskich Demokratów (kierował jej gliwickim kołem), w 1999 wraz z nią przystąpił do Porozumienia Polskich Chrześcijańskich Demokratów. Następnie związany ze Stronnictwem Konserwatywno-Ludowym – Ruchem Nowej Polski (2002–2003) i Partią Centrum (od 2004).
4 kwietnia 2014 pochowany na Cmentarzu Centralnym w Gliwicach.

## Odznaczenia
W 2014 odznaczony pośmiertnie Krzyżem Kawalerskim Orderu Odrodzenia Polski. W 2013 wyróżniony tytułem Honorowego Obywatela Powiatu Gliwickiego.